# منطقه (فیلم ۲۰۱۴)
منطقه یا ناحیه (به انگلیسی: District) فیلمی هندی محصول سال ۲۰۱۴ و به کارگردانی آر.تی. نیاسان است. در این فیلم بازیگرانی همچون موهن لال، ویجای، کجال آگاروال، نیویتا توماس، پورنیما باگیاراج و تامبی رامایاش ایفای نقش کرده‌اند.